# Новокронштадка
Новокроншта́дка (каз. Новокронштадка) — село у складі Степногорської міської адміністрації Акмолинської області Казахстану. Входить до складу Шантобинської селищної адміністрації.
Населення — 129 осіб (2021; 259 у 2009, 372 у 1999, 353 у 1989).
Національний склад станом на 1989 рік:
- росіяни — 41 %;
- казахи — 32 %.

У радянські часи село називалось також Новокронштадське.